# Rhyacophila visor
Rhyacophila visor là một loài Trichoptera trong họ Rhyacophilidae. Chúng phân bố ở miền Tân bắc.